# Dana Delany
Dana Delany (* 13. března 1956 New York) je americká herečka. Studovala na Phillipsově akademii v Andoveru a poté na Wesleyan University v Middletownu. V letech 1988–1991 hrála hlavní roli v seriálu China Beach, odehrávajícím se v evakuační nemocnici za války ve Vietnamu. Za roli byla čtyřikrát nominována na cenu Emmy za nejlepší ženský herecký výkon v dramatickém seriálu, kterou dvakrát vyhrála. Rovněž byla dvakrát nominována na Zlatý glóbus. Dále hrála například ve filmech Patty Hearstová (1988), Muž beze spánku (1992) a Pravé ženy (1997), a v seriálech Král Tulsy, The Code, Tělo jako důkaz a Zoufalé manželky. Působí v neziskové organizaci Creative Coalition, v roce 2009 byla jmenována její spolupředsedkyní.